# أليكس مورتنسن
أليكس مورتنسن (بالإنجليزية: Alex Mortensen)‏ هو لاعب كرة قدم أمريكية أمريكي، ولد في 24 نوفمبر 1985 في أتلانتا في الولايات المتحدة.

## أقرأ أيضا
- أليكس لويس
- أليكس لينكولن
- أليكس ماجي
- أليكس ماك
- أليكس موفات